# Septime de Faÿ de La Tour-Maubourg
Pour les articles homonymes, voir Fay, La Tour-Maubourg, Latour, De La Tour et Maubourg.
Charles-Armand-Septime de Faÿ (Passy, 21 juillet 1801 - Marseille,18 avril 1845), comte de La Tour-Maubourg, est un diplomate et homme politique français du XIXe siècle.

## Biographie
Frère puîné de Florimond de La Tour-Maubourg, Charles-Armand-Septime, licencié en droit, embrassa comme lui la carrière diplomatique.
À 21 ans, il fut attaché à l'ambassade de son frère à Constantinople, revint en France en 1823, au moment de la disgrâce de ce dernier, et entra dans les bureaux du ministère des Affaires étrangères. Nommé auditeur de seconde classe au conseil d'État le 26 août 1824, il deviendra maître des requêtes.
Deuxième secrétaire à la légation de Lisbonne en 1826, premier secrétaire à Hanovre en 1827, il envoya sa démission au mois d'août 1830.
Mais il ne resta pas longtemps sans emploi. Nommé, le 22 octobre 1830, chargé d'affaires à Vienne, il ouvrit les relations diplomatiques du nouveau gouvernement avec la cour d'Autriche.
Envoyé extraordinaire et ministre plénipotentiaire à Bruxelles en 1832, ce fut lui qui signa les traités qui consacraient le démembrement du royaume uni des Pays-Bas et l'affranchissement politique de la Belgique.
Ambassadeur en Espagne en 1836, il fut appelé à remplacer son frère aîné, décédé, à l'ambassade de Rome.
Nommé pair de France, le 20 juillet 1841, son état de santé le força de demander un congé. Il mourut, le 10 avril 1845 à Marseille, en revenant en France. Il fut inhumé au cimetière Saint-Pierre.
Un portrait de sa seconde épouse, Marie-Louise Thomas de Pange (1816-1850), peint par Théodore Chassériau a été récemment acquis par le Metropolitan Museum of Art de New York.

## Distinctions
- Légion d'honneur :
  - Chevalier (29 octobre 1828), puis,
  - Officier (14 août 1832), puis,
  - Commandeur de la Légion d'honneur (18 avril 1844) ;
- Chevalier de l'ordre du Saint-Sépulcre de Jérusalem (28 avril 1841)[3].

## Armoiries
| Figure | Blasonnement |
|        | Armes du comte de La Tour-Maubourg, pair de France, De gueules à la bande d'or, chargée d'une fouine d'azur., SupportsDeux lions. Devise« Par toute voie chemine » ; Armes parlantes (Fouine (fayne en patois) ⇒ Faÿ). |

## Ascendance et postérité
Septime de La Tour-Maubourg était le troisième fils de Charles-César de Faÿ (1756-1831), comte de La Tour-Maubourg, et de Marie-Charlotte-Henriette Pinault  de Thenelles (Paris, 4 juin 1760 - Paris, 18 juin 1837).
Le plus jeune de sa fratrie, il avait pour frères et sœurs :
1. Just-Pons-Florimond (Paris, 9 octobre 1781 - Rome, 23 mai 1837), marquis de La Tour-Maubourg, auditeur au conseil d'État, diplomate, pair de France, grand officier de la Légion d'honneur, marié, le 11 octobre 1815 à Paris, avec Caroline Béatrix « Perrone di San Martino » (Turin, 27 janvier 1788 - Paris, 20 juin 1855), comtesse de Margnolas et de l'Empire, sœur d'Hector Perron de Saint-Martin et veuve d'Étienne Vincent de Margnolas, dame du palais de l'impératrice Joséphine (1804-1810) puis de l'impératrice Marie-Louise (1810-1814), dont postérité ;
2. Adèle (22 septembre 1782 - Paris, 27 juillet 1811), mariée avec François Stellaye de Baigneux (1772-1850), marquis de Courcival, dont postérité ;
3. Alfred-Florimond-Louis (1784 - [1809 de ses blessures en Espagne), capitaine ;
4. Rodolphe (Paris, 8 octobre 1787 - Boissise-la-Bertrand, 31 mai 1871), comte de La Tour-Maubourg, lieutenant général (1835), pair de France (1845), grand officier de la Légion d'honneur, sans alliance ;
5. Marie-Stéphanie-Florimonde (30 septembre 1790 - 21 février 1868), mariée avec Antoine-François, Ier comte Andréossy (1761-1828), dont postérité ;
6. Éléonore-Marie-Florimonde (1799 - 1831), mariée avec Charles Lucas « comte » Pinckney Horry, propriétaire de la « Harrietta Plantation (en) » et du château de Boissise-la-Bertrand.

- Le comte avait épousé, (1°) le 18 mai 1833, Octavie-Adèle (26 décembre 1814 - Bruxelles, 18 avril 1834), fille de Pierre, 1er comte Daru (1767-1829). La comtesse de La Tour-Maubourg (née Marie-Louise-Charlotte-Gabrielle Thomas de Pange, 1816–1850), Théodore Chassériau (1819–1856), 1841 à Rome, Metropolitan Museum of Art de New York. Veuf, il se remaria, (2°) en août 1836, avec Marie-Louise Charlotte (4 novembre 1816 - 4 novembre 1850), fille de Jacques Thomas, marquis de Pange (1770-1850). De ses deux unions, il eut :
  - (1°) Alfred-Étienne-Marie (Bruxelles, 8 avril 1834 - Paris, 1er mai 1891), marquis de La Tour-Maubourg, secrétaire d'ambassade, chevalier de la Légion d'honneur[6], sans alliance et dernier représentant mâle de sa maison.
  - (2°) Charlotte-Gabrielle-Marie (27 décembre 1839 - 1897), mariée le 29 octobre 1859 avec Gustave, baron de Mandell d'Écosse (1834-1915), dont :
    - Charlotte-Marie-Ghislaine de Mandell d'Écosse (Paris VIIIe, 7 octobre 1860 - ), mariée, le 29 avril 1884 à Paris VIIe, avec Roger Hély d'Oissel (1859-1937), général de division, dont postérité ;
    - Marie-Stéphanie-Gabrielle de Mandell d'Écosse, mariée, le 8 avril 1886, en l'église Saint-Pierre-du-Gros-Caillou (Paris VIIIe), avec René de Villardi de Montlaur (1851-1893), puis, le 11 décembre 1898 à Paris (VIII), avec Pierre Guillaume Champy( Né le 12/11/1862 à Rothan(88) fils de Charles Champy et d'Emma Le Pays de Bourjolly de Sermaise
    - Fernand-Joseph-Guillaume-Septime de Mandell d'Écosse[7] (7 octobre 1863 - 27 novembre 1900), marquis de La Tour-Maubourg, saint-Cyrien (1882-1884 : promotion des Pavillons Noirs, reçu n°285 au concours de 1882, sorti n°105 sur 422 élèves officiers de la promotion), officier de cavalerie, marié avec Anne de Perrien de Crenan (1872-1956), dont :
      - une fille Marguerite ;

    - un fils et deux filles ;

  - (2°) Jeanne-Marie Victoire (13 octobre 1841 - ), mariée le 27 septembre 1862 avec Ernest Roussel de Courcy (1829-1897), lieutenant-colonel d'infanterie, dont postérité.